# Tsukui-gun

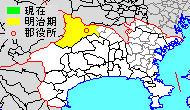
Meiji-zeitliche Lage des Kreises (gelb) in Kanagawa mit Gemeindegrenzen des 21. Jahrhunderts

Tsukui (jap. 津久井郡 Tsukui-gun) war bis 2007 ein Landkreis (-gun) der japanischen Präfektur (-ken) Kanagawa. Er lag im Norden des Tanzawa-Berglands an der Nordwestgrenze von Kanagawa zu Tokio und Yamanashi. Seit der Großen Heisei-Gebietsreform der 2000er Jahre ist das ursprüngliche Gebiet von Tsukui vollständig Teil der kreisfreien Stadt (-shi) Sagamihara. Zwar war die Regionalbezeichnung Tsukui für diesen Teil der Provinz Sagami bereits in der frühen Neuzeit in Gebrauch, als Kreis wurde er aber erst ab 1870 in der Meiji-Restauration betrachtet; zu Kanagawa gehört er seit der Teilung der Präfektur Ashigara 1876. Die moderne Kreisverwaltung 1878–1926 wie auch später das Regionalbüro Tsukui (津久井地方事務所 Tsukui chihō-jimusho) während der temporären Reaktivierung in der Endphase des Zweiten Weltkriegs lagen in Nakano. Nach der Einführung der heutigen Gemeindetypen 1889 bestand Tsukui zunächst aus drei Städten und 21 Dörfern; in der Großen Shōwa-Gebietsreform der 1950er Jahre wurde der Kreis zu vier Städten zusammengefasst.

## Gemeinden 1889
| Gemeindegliederung 1889 | |
| - 1 川尻村 Kawashiri-mura, 1955 zu 城山町 Shiroyama-machi, 2007 zu Sagamihara-shi - 2 湘南村 Shōnan-mura, 1955 zu Shiroyama-machi, 2007 zu Sagamihara-shi - 3 三沢村 Misawa-mura, 1955 zwischen 津久井町 Tsukui-machi und Shiroyama-machi geteilt, 2006 zu Sagamihara-shi - 4 中野村 Nakano-mura, Sitz der Kreisverwaltung, ab Januar 1925 -machi, Juli 1925 zu einer neuen Nakano-machi, 1955 zu Tsukui-machi, 2006 zu Sagamihara-shi - 5 太井村 Ōi-mura, 1925 zu Nakano-machi, 1955 zu Tsukui-machi, 2006 zu Sagamihara-shi - 6 又野村 Matano-mura, 1925 zu Nakano-machi, 1955 zu Tsukui-machi, 2006 zu Sagamihara-shi - 7 三ケ木村 Mikage-mura, 1925 zu Nakano-machi, 1955 zu Tsukui-machi, 2006 zu Sagamihara-shi - 8 根小屋村 Negoya-mura, 1909 zu 串川村 Kushikawa-mura, 1955 zu Tsukui-machi, 2006 zu Sagamihara-shi - 9 長竹村 Nagatake-mura, 1909 zu Kushikawa-mura, 1955 zu Tsukui-machi, 2006 zu Sagamihara-shi - 10 青山村 Aoyama-mura, 1909 zu Kushikawa-mura, 1955 zu Tsukui-machi, 2006 zu Sagamihara-shi - 11 鳥屋村 Toya-mura, 1955 zu Tsukui-machi, 2006 zu Sagamihara-shi - 12 (westliche Doublette) 青根村 Aone-mura, 1955 zu Tsukui-machi, 2006 zu Sagamihara-shi | - 12 (östliche Doublette) 青野原村 Aonohara-mura, 1955 zu Tsukui-machi, 2006 zu Sagamihara-shi - 13 内郷村 Uchigō-mura, 1955 zu 相模湖町 Sagamiko-machi, 2006 zu Sagamihara-shi - 14 小原町 Obara-machi, 1955 zu Sagamiko-machi, 2006 zu Sagamihara-shi - 15 千木良村 Chigira-mura, 1955 zu Sagamiko-machi, 2006 zu Sagamihara-shi - 17 与瀬駅 Yose-eki (-eki war ein Name von historischen Wegstationen an wichtigen Straßen, funktionell eine machi), ab 1913 auch dem Namen nach -machi, 1955 zu Sagamiko-machi, 2006 zu Sagamihara-shi - 18 吉野駅 Yoshino-eki, ab 1913 auch dem Namen nach -machi, 1954 Neugründungsfusion, 1955 zu 藤野町 Fujino-machi, 2007 zu Sagamihara-shi - 19 小淵村 Obuchi-mura, 1954 zu Yoshino-machi, 1955 zu Fujino-machi, 2007 zu Sagamihara-shi - 20 沢井村 Sawai-mura, 1954 zu Yoshino-machi, 1955 zu Fujino-machi, 2007 zu Sagamihara-shi - 21 日連村 Hizure-mura, 1955 zu Fujino-machi, 2007 zu Sagamihara-shi - 22 名倉村 Nagura-mura, 1955 zu Fujino-machi, 2007 zu Sagamihara-shi - 23 牧野村 Magino-mura, 1955 zu Fujino-machi, 2007 zu Sagamihara-shi - 24 佐野川村 Sanogawa-mura, 1955 zu Fujino-machi, 2007 zu Sagamihara-shi |